# Cees Marbus
Cees Marbus (Noordwijk, 14 december 1968) is een Nederlands voormalig profvoetballer die als centrale verdediger speelde. Hij kwam in zijn profloopbaan uit voor Go Ahead Eagles en FC Volendam. Hij is een broer van Bram Marbus.

## Loopbaan
Marbus groeide op in Noordwijk en kwam in de jeugd uit voor VV Noordwijk, waarna hij vertrok naar Quick Boys. Na twee seizoenen keerde hij terug bij Noordwijk, omdat de kans op speelminuten in het eerste elftal van de Katwijkers gering was. Vanuit Noordwijk vertrok hij in zijn tienerjaren naar Deventer om daar te gaan studeren aan de Hogere Landbouwschool. Daarnaast trainde hij twee keer per week mee met de selectie van Go Ahead Eagles.
In de zomer van 1989 besloot Go Ahead Eagles om Marbus een contract aan te bieden. In 1992 promoveerde hij met de ploeg via de nacompetitie naar de Eredivisie. In de seizoensopener tegen SC Cambuur maakte hij zijn debuut op het hoogste niveau. Een week later was hij in een wedstrijd tegen Ajax voor het eerst trefzeker. Desondanks won Ajax de wedstrijd met 3-1 door doelpunten van Dennis Bergkamp (2x) en Stefan Pettersson. Marbus vormde vier seizoenen lang met Mark Schenning het hart van de verdediging en kwam uiteindelijk tot 99 wedstrijden in de Eredivisie, waarin hij viermaal doel trof.
In januari 1997 vertrok hij naar FC Volendam, waar hij werd gehaald als opvolger van Robert Molenaar, die naar Leeds United was vertrokken. Bij Volendam kwam hij te spelen onder trainer Hans van der Zee, die eerder eindverantwoordelijke bij Quick Boys was. Doordat Elroy Kromheer (FC Zwolle) en Marco Gentile (MVV) te duur werden bevonden, werd er gekozen voor Marbus. De verdediger kwam voor 4,5 ton over vanuit Deventer en tekende voor 3,5 jaar. Hij speelde in anderhalf jaar 25 wedstrijden voor het andere oranje. 
In 1998 keerde Marbus terug bij Go Ahead Eagles, dat een half jaar na zijn vertrek was gedegradeerd naar de Eerste divisie. Bij de club speelde hij 42 duels (2 doelpunten) alvorens hij zijn spelersloopbaan in 2000 beëindigde.